# Uomo con l'anello
L'Uomo con l'anello (o Uomo dal turbante turchese) è un dipinto olio su tavola (19,1x13,2 cm) di Jan van Eyck, databile al 1430 circa e conservato nel Museo Brukenthal di Sibiu.

## Storia
Il monogramma di Dürer con la data 1492 sono sicuramente apocrifi, assegnabili al XVIII secolo quando le quotazioni del maestro tedesco erano particolarmente alte. Lo stile del dipinto e la foggia del copricapo (un elaborato chaperon azzurro con bordi ondulati) rimandano invece ai primi decenni del Quattrocento e a un'attribuzione non da meno, riferendolo, ormai con universale accettazione, al maestro dei primitivi fiamminghi van Eyck, con una datazione al 1430 circa. 
Sull'identificazione del soggetto sono state fatte varie ipotesi: l'anello d'oro mostrato con la mano destra faceva tradizionalmente pensare a un orefice, magari di Bruges, mentre studi più recenti hanno formulato l'ipotesi che si possa trattare di Giovanni IV di Brabante, scomparso pochi anni prima. 
Nel 1948 l'opera venne portata, con altre 19, al Museo nazionale d'arte rumeno di Bucarest, da dove è tornata a Sibiu solo nel 2006.

## Descrizione e stile
Il dipinto è impostato secondo i canoni messi a punto dallo stesso van Eyck e assecondati dai primi maestri fiamminghi: sfondo scuro, posa di tre quarti, taglio all'altezza del busto e posizione delle mani vicine alla cornice, come se il soggetto si stesse affacciando da un'apertura. Come nella maggior parte dei ritratti dell'artista, l'uomo non guarda lo spettatore, ma diverge lo sguardo verso sinistra, il lato verso il quale ruota la testa. Indossa un cappotto di pelliccia e uno chaperon azzurro (ottenuto con blu oltremare di lapislazzuli diluito), particolarmente ampio. La testa, sulla quale l'artista concentrò la sua tecnica di minuta analisi epidermica, è messa in risalto dalla luce e da piccoli accorgimenti, come la riduzione delle spalle e delle braccia, forse un retaggio delle proporzioni gerarchiche medievali. 
Con cura l'artista, aiutato dalle minutissime pennellate e dalle velature che la tecnica a olio gli permetteva, rappresentò un volto pienamente realistico, con le piccole rughe dell'età, la ricrescita della barba, la forma dell'orecchio, le increspature delle labbra. Il legante oleoso permetteva infatti di caratterizzare la pittura con una profondità e una luminosità mai viste, che rendevano evanescente la demarcazione tra realtà e finzione. Una tale cura del dettaglio farebbe pensare, a chi vede l'opera in riproduzioni fotografiche, che si tratti di un ritratto di grandi dimensioni, al naturale o quasi: si tratta invece di un'opera di piccolo formato, in cui l'artista lavorò con virtuosismo e perizia certosina.